# International Sport Kickboxing Association

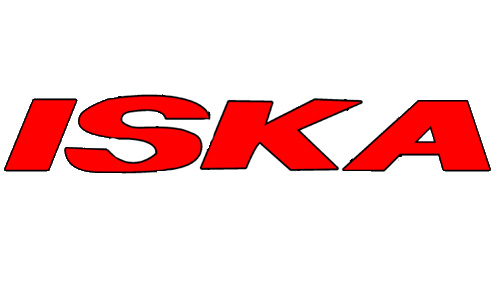
Logo de l’ISKA.

L’International Sport Kickboxing Association (ISKA) est une fédération internationale de sports de combat. Elle est issue de la première fédération américaine des années 1970, la Professional Karate Association (PKA).

L’ISKA propose plusieurs disciplines en compétition: semi-contact (points-fighting), light-contact, full contact, low-kick, K1-style et forms D’autres disciplines s’y rattachent depuis les années 1990 : musical forms, aéro-kick, grappling, MMA, sanda, etc. En 2007, plus de 100 nations sur les 5 continents adhèrent à l’ISKA.

## Histoire
Au début des années 1970 aux États-Unis, sous l'impulsion de plusieurs disciplines d'Asie du Sud-Est, boxe birmane et boxe thaïe notamment, les meilleurs karatékas américains décident de créer une forme de compétition dans laquelle les coups sont portés réellement, appelé « full-contact karate ». 

Au départ, les combattants se rencontrent sur un tapis d'art martial avec des gants et chaussons en matière expansée. Le kick-boxing américain ou full-contact-karaté était né. Dès 1974, une fédération américaine, La Professional Karate Association (PKA) sous la direction de Mike Anderson et Joe Corley pilote ce mouvement sportif. Dix ans plus tard, à la suite d'un manque d’activité succède à la PKA un nouvel organisme mondial, l'International Sport Kickboxing Association (ISKA).
L'ISKA devient rapidement la plus grande fédération internationale de sports de combat et intègre le kickboxing  japonais en 1976 puis la boxe thailandaise dans les années 80. L’ISKA propose plusieurs disciplines en compétition: semi-contact, light-contact, full contact, low-kick (kickboxing), oriental style (K1). D’autres disciplines s’y rattachent depuis les années 1990 : musical forms, aéro-kick, grappling, MMA, sanda, etc.
En 2012, plus de 150 nations sur les cinq continents adhèrent à l’ISKA.
L'ISKA est la fédération qui sanctionne les plus gros événements de kickboxing au monde : Le Glory, le Bellator, le K-1, etc.